# Dr. Slump: El secret del castell de Nanaba
Dr. Slump: El secret del castell de Nanaba (Dr.スランプ アラレちゃん ほよよ!ナナバ城の秘宝, Dokutā Suranpu Arare-chan Hoyoyo! Nanaba-jō no Hihō) és una pel·lícula anime japonesa de dirigida per Hiroki Shibata del 1984. És la quarta pel·lícula del manga Dr. Slump d'Akira Toriyama. Està doblada al català.

## Argument
Ambientat el 1929, en Senbei Norimaki troba a la muntanya un tresor secret anomenat "Ull de l'arc de Sant Martí" del llegendari Castell de Nanaba, que segons la llegenda, pot concedir qualsevol desig.

## Doblatge
| Nom del personatge | Actor de veu en japonès | Actor de veu en català |
| ------------------ | ----------------------- | ---------------------- |
| Arale Norimaki     | Mami Koyama             | Anna Maria Camps       |
| Akane Kimidori     | Kazuko Sugiyama         | Maria Rosa Guillén     |
| Bisuna             | Asao Koike              | Jordi Ribes            |
| Taro Soramame      | Toshio Furukawa         | Ivan Pera              |
| Obokaman           | Mitsuko Horie           | Enric Isasi-Isasmendi  |
| Pisuke Soramame    | Naomi Jinbô             | Gemma Laborda          |
| Senbei Norimaki    | Kenji Utsumi            | Ramon Puig             |
| Geni               | Jôji Yanami             | Enric Serra Frediani   |

## Estrena
Dr. Slump: El secret del castell de Nanaba es va estrenar al Japó el 22 de desembre de 1984, on va ser distribuïda per Toei Animation.
El 28 de desembre de 1995 es va estrenar a TV3 en llengua catalana.